# SFDK
SFDK es un grupo de hip hop español, formado por el rapero Zatu y el DJ Acción Sánchez, originarios de la ciudad de Sevilla.

## Biografía

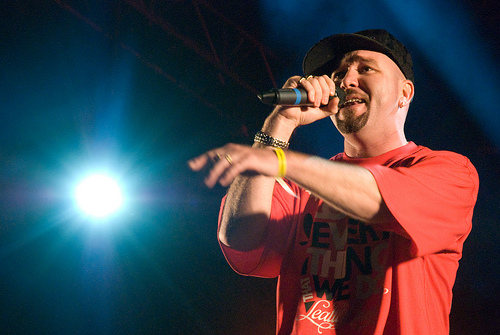
Zatu en un concierto de SFDK

### Inicios y primeras maquetas (1993-1996)
SFDK se formó en 1993 en el barrio sevillano de Pino Montano, en el instituto donde estudiaba Zatu junto a sus amigos Raulione y El Negro; inicialmente bajo el nombre Straight From Da Kranny, que posteriormente evolucionó a Siempre Fuertes De Konciencia; comenzaron su trayectoria grabando y distribuyendo de manera artesanal sus primeras maquetas: Outta Kranny (1993), Tras mil vueltas (1995) y Esto va en serio (1996).
La primera maqueta de 1993 titulada Outta Kranny fue grabada por Zatu y Raulione, y un año más tarde Acción Sánchez ingresó en el grupo para en 1995 grabar otra maqueta Tras mil vueltas, que contó con la ayuda musical de DPC&K (más tarde HIPPALY) y fue presentada en conciertos en la ciudad de Sevilla. 
Cuando Raulione salió del grupo los miembros restantes cambiaron el significado de sus siglas a Siempre Fuertes de Konciencia. Con esta formación lanzaron en 1996 su tercera maqueta titulada Esto va en serio, contando de nuevo el apoyo de DPC&K a nivel de producción musical. Esta maqueta contó con serigrafiado propio. Se llegaron a vender 800 copias por toda España y dieron sus primeros conciertos fuera de Andalucía, en lugares como Alicante, Barcelona o Albacete.

### Primeros lanzamientos y consolidación (1997-2003)
En 1997 se crea el primer sello discográfico especializado en música rap en Sevilla, Zeroporsiento, cuya primera referencia publicada fue el primer sencillo del grupo en formato profesional: Llámalo como lo quieras en 1997.
Gracias a este maxi, la discográfica Zona Bruta les propone pasar a formar parte de sus filas, publicando su primer LP en el año 1999, Siempre fuertes, que hace alusión directa al actual significado de la siglas del grupo, desligándose en cierto modo de los anteriores componentes. Aunque el grueso del trabajo en cuanto a beats fue asumido por Acción Sánchez, contaron también con un apoyo importante por parte de Frank-T.
Musicalmente el disco seguía las pautas ya vistas en su maxi Llámalo como lo quieras, con temáticas sobre exaltación del ego del artista y bases musicales oscuras.
Tras realizar conciertos del álbum por España, preparan un segundo LP, llamado Desde los chiqueros, publicado en el año 2000 y presentado en conciertos por España, Portugal y Francia.
En 2003 editan 2001 Odisea en el lodo y, tras vender unas 15 000 copias, comienzan una extensa gira por toda la península ibérica con la productora Wild Punk, y a su vez, realizaron actuaciones en México, Chile, y Los Ángeles, en el festival de música latina Latin Alternative Music Conference (LAMC). El disco incluye temas como ¿Dónde está Wifly? o El liricista en el tejado.

«La época en la que hicimos Odisea en el lodo, como ya sabe casi todo el mundo, no pasábamos por nuestro mejor momento. Cuando empezamos a trabajar ese disco lo hicimos pasando completamente de todo y de todos. Estábamos en el 4º piso, haciendo temas, y disfrutando de la música al 100%, porque era lo único que teníamos. Un disco que nos dio el reconocimiento que nos faltaba y poder hacer una gira en condiciones. Digamos que, nuestra carrera cambió a partir de Odisea en el lodo, y nos trajo tantas cosas buenas, que siempre recordaremos esa etapa como una de las más bonitas que hemos vivido. Un disco en el que la música se hizo con un Pentium 386, con la tarjeta de sonido de serie y que, antes de ir al estudio, fuimos a Málaga para rehacer las bases en el sampler Akai de Jefe de la M (siempre le estaremos agradecidos). Un disco donde la base de Wifly era en un principio para Niko, pero éste al final no se la quedó y la adoptamos nosotros para contar la historia que todos sabemos. Un disco que a día de hoy, todavía hay mucha gente que nos dice que lo escucha a diario. Sólo tenemos palabras de agradecimiento a toda la gente que creyó en nosotros gracias a Odisea en el lodo. Probablemente si nunca hubiéramos sacado el disco, hoy no estaríamos donde estamos.» Zatu y Acción Sánchez

### Creación de SFDK Records y expansión (2004-2009)
En 2004, tras atravesar una etapa de crisis con su compañía de discos Zona Bruta (por una discusión por la venta de discos y tener que pagar mucho dinero) y fracasar con su propia tienda de temática hip-hop situada en el barrio sevillano de la Alfalfa, La Madriguera, heredera de Burial Discos; deciden emprender la marcha en solitario, auto-producirse y crear su propia compañía de discos, SFDK Records y autoproducen su maxi Después de..., que se convierte en poco tiempo en el maxi más vendido de la historia del rap en España con unas 10 000 copias vendidas.
Tras eso publican 2005 con el cual llegaron a ser disco de oro vendiendo más de 50 000 copias y alcanzando el número 1 en listas. En él, se incluyen temas como El niño Güey, tema que representa el cambio de estilo del grupo. Realizan otra extensa gira por España, vuelven a visitar Chile, y se embarcan en la producción de otros grupos además del suyo propio, así entran en SFDK Records: Jesuly, El Límite, y Puto Largo (Dogma Crew).
A finales de 2006 publican un maxisencillo de adelanto de su nuevo LP, que consiste en tres temas inéditos titulado Original Rap y que acaba convirtiéndose en maxi de oro al sobrepasar las 10 000 copias.
El 21 de marzo de 2007 sale a la luz su quinto álbum Los veteranos, que incluye canciones como Pruébalo y que no cuenta casi con ninguna colaboración, y con el que el primer año vendieron más de 35.000 copias.Fue nominado en la XII Edición de los Premios de la Música 2008 como mejor álbum de rap.
El 24 de noviembre de 2009 editan su sexto álbum titulado Siempre Fuertes 2, con el que pretendieron volver al estilo duro que les había caracterizado en sus inicios; y que cuenta con colaboraciones como el Jefe de la M o Legendario. Fue ganador en la XIII Edición de los Premios de la Música 2009 al mejor álbum de rap.

### Proyectos paralelos y reconocimientos (2010-2014)
El 13 de diciembre de 2011 editaron el doble LP Lista de invitados, en el que cada disco pertenece a uno de los dos miembros del grupo junto a sus artistas invitados a modo de colaboradores vinculados al gangsta rap, como Látex Diamond, Mitsuruggy, Trad Montana), Duddy Wallace o Xcese.
El 16 de diciembre de 2014 lanzan su séptimo álbum de estudio titulado Sin miedo a vivir, con colaboraciones con Green Valley, Fyahbwoy o Juaninacka; que refleja una etapa de madurez personal y artística, con letras que abordan temas sobre la valentía y el esfuerzo, de ahí viene el nombre del trabajo junto a su portada, dos personas saltando un obstáculo.

### Continuidad y celebraciones (desde 2015)
El 2 de marzo de 2018 lanzan su octavo álbum de estudio titulado Redención, el más musical de toda su carrera, con influencias de artistas del rock, reggae, funk, jazz o flamenco, en los que alguna vez el dúo se había inspirado,y nuevas colaboraciones como Beret, Kaze, Rubio de Prun, Manuel Martinez (Medina Azahara) o Movimiento Original y otros viejos conocidos del grupo como Legendario, Shabu, Andreas Lutz (O'funk'illo) o Vicky Luna.Con él realizan una gira por España incluyendo, además, varios conciertos en México.
En marzo de 2022 lanzan un maxisingle de cuatro canciones titulado Cardioempatía, en el que tratan de temas como la salud mental, sobre todo en la canción de «Pastillitas Chicas».
En 2023, tras la publicación de varios adelantos, el 10 de marzo de 2023 lanzan su noveno disco, Inkebrantable, anunciando además una nueva gira por España. En la temática de este álbum, lleva a los oyentes a retroceder a través de la cultura del rap español, recordar los viejos tiempos y cómo ha evolucionado el género. Colaboran en el trabajo artistas como Bejo, Lia Kali y Kaze ,por partida doble, Juanito Makandé, Sara Socas, Legendario, David Sainz, Cheché Álvarez, Anita Franklin, Kase.O y Natos y Waor. Más adelante se editó una versión extendida con 12 canciones nuevas en formato Deluxe.

## Otros trabajos

### Colaboración con Pocoyó
El grupo, junto a la rapera NG, participó en la canción Muchoyó de la serie española Pocoyó, con el objetivo de concienciar a la sociedad sobre la importancia de que se cumplan los derechos de la infancia, pero también de amplificar la voz de los propios niños, niñas y adolescentes, para que sean ellos y ellas quienes exijan, en primera persona, el cumplimiento de sus derechos, invitándoles a unirse a su propia revolución. Fue realizado por Zinkia en alianza de seis entidades, Aldeas Infantiles SOS, Educo, Plan International, Save the Children, UNICEF España y World Vision, en una alianza con el nombre de The Children’s Revolution.

### Mala Juntera
En enero de 2012 se confirma que los raperos Zatu y Capaz, junto con los DJ's y productores Acción Sánchez y Hazhe, formarán un supergrupo que llevará por nombre Mala Juntera.
Lanzan su primer EP el 5 de marzo de 2013, titulado Cracks, con colaboraciones de Tosko y Shabu.

### Lucha contra el cáncer infantil
En 2018, SFDK lanzó la canción «Me queo en mi casa», incluida en su álbum Redención, tema en el que mostraban su apoyo a la lucha contra el cáncer infantil, destinando todos los beneficios generados por la canción, tanto en plataformas digitales como en derechos de autor, a dos asociaciones sin ánimo de lucro: la Asociación Padres Unidos «Pequeño Valiente» y la Asociación Española para los Efectos del Tratamiento del Cáncer (AEetc)
Hasta junio de 2024, la recaudación alcanzó los 9 018,89 euros, según informó Zatu en su perfil de Instagram. La letra de la canción refleja la experiencia personal de este con la enfermedad, promoviendo la donación de médula ósea y la concienciación sobre las secuelas del cáncer infantil.

### Concierto 25 Aniversario
El 16 de marzo de 2019, en la explanada del Monasterio de la Cartuja, sede del Centro Andaluz de Arte Contemporáneo de Sevilla, celebraron un concierto para conmemorar su 25 aniversario como grupo. Allí se congregaron 18 000 personas y asistieron multitud de colaboradores como Beret, Kase O, Kaze, El Chojin. En abril de 2020 se publicó en Youtube y en noviembre de ese mismo año salió a la venta en formato físico.

### Concierto 30 Aniversario
El 22 de junio de 2024, en el estadio de La Cartuja de Sevilla, celebraron un concierto para conmemorar su 30 aniversario, al que asistieron más de 60 000 personas, siendo el primer grupo sevillano en reunir tantos asistentes,convirtiéndolo también en uno de los eventos de rap más grandes de la historia de España. Ese mismo día, se transmitió el concierto en un directo en Twitch, en el canal oficial del dúo. 
Los invitados al 30 aniversario fueron los siguientes: Kase O, Beret, Lía Kali, Natos y Waor, Kaze, Nach, El Chojin, Fyahbwoy, Sho-Hai, R de Rumba, Rapsusklei, Shabu One Shant. Little Pepe, David Sainz. Hazhe, Karvoh, Juaninacka, Legendario, Andreas Lutz, Bejo, Sara Socas, Green Valley, El Límite, La Excepción y Hermanos del Groove.
Justo un año después del concierto, el 22 de junio de 2025, se publicaba en la plataforma YouTube.

### Concierto de despedida en el WiZink Center
El grupo ofreció un concierto especial en el Wizink Center de Madrid ante 14 000 seguidores como parte de su gira 30 aniversario y su despedida temporal, con invitados como Kase.O, Sho-Hai, Fyahbwoy, Little Pepe, Nadal015, Víctor Rutty, Darmo, Sara Socas, Green Valley y Bejo.

### Zona Premium
En junio de 2025, SFDK lanzó la Zona Premium, una plataforma digital de contenido exclusivo creada para conmemorar sus 30 años de trayectoria musical. Esta iniciativa ofreció a los seguidores del grupo acceso a material inédito y contenido audiovisual exclusivo durante un periodo inicial de un año.
Entre los contenidos disponibles se incluyeron canciones inéditas y remixes exclusivos, videoclips, documentales, making-of, audiolibros, video reacciones, emisiones en directo, quizzes interactivos y acceso anticipado a nuevos lanzamientos. Además, los miembros de la Zona Premium pudieron disfrutar de una versión extendida del concierto celebrado en el Estadio de La Cartuja de Sevilla, como parte de la celebración del aniversario.

## Polémicas

### Acusación de machismo
El grupo protagonizó uno de los momentos más polémicos del Festival BioRitme 2019 celebrado del 22 al 25 de agosto en el pantano de Sau, Barcelona..Según informó la organización del mismo en un comunicado oficial, SFDK fue el único grupo que se negó a recibir la formación de género que el festival había establecido como parte de su protocolo contra las agresiones machistas, protocolo que incluye, además, la existencia de un Punto Lila, un espacio habilitado para prevenir y abordar situaciones de violencia machista y LGTBIfóbica. Durante su concierto, el viernes 23 de agosto, una asistente se dirigió al Punto Lila para expresar que las letras del grupo estaban hiriendo su sensibilidad. En respuesta, la comisión de género del festival intentó reunirse con los miembros del grupo para comunicarles la situación y la necesidad de la formación de género previa. Sin embargo, según la organización, los managers del grupo ridiculizaron y deslegitimaron a la comisión, negándose a que los artistas tuvieran dicha reunión.SFDK emitió un comunicado en el que Zatu, su vocalista, defendió su trayectoria y criticó al festival, afirmando que solo fueron informados 15 minutos antes de su actuación sobre la necesidad de hacer un curso de feminismo. Además, el grupo señaló que la organización no aclaró qué hirió la sensibilidad de la mujer que se quejó y se reservó el derecho a emprender acciones legales, declarando que no cederían a «amenazas ni chantajes».El festival defendió su postura, criticando el «sensacionalismo» y reafirmando que todos los artistas tienen la responsabilidad de cumplir con las normas del evento. Finalmente, decidieron no volver a contratar a SFDK en futuras ediciones, y no se hicieron públicas acciones legales por parte del grupo.

### Precio de las entradas
En 2023, al anunciar un concierto en el Estadio Olímpico de Sevilla para celebrar sus 30 años de trayectoria, el grupo fue criticado por parte de algunos seguidores que consideraban elevados los precios de las entradas. El grupo explicó que, aunque no eran los organizadores directos del evento, intervinieron para que los precios fueran lo más accesibles posible, negociando con los promotores para reducirlos. Afirmaron que su intención siempre fue ofrecer un espectáculo de calidad para sus seguidores, manteniendo una relación equilibrada entre costo y producción.

## Discografía
LP
- Siempre fuertes (Zona Bruta, 1999)
- Desde los chiqueros (Zona Bruta, 2000)
- 2001 Odisea en el lodo (Zona Bruta, 2003)
- 2005 (SFDK Records/Boa Music, 2005)
- Los veteranos (SFDK Records/Boa Music, 2007)
- Siempre Fuertes 2 (SFDK Records/Boa Music, 2009)
- Lista de invitados (SFDK Records, 2011)
- Sin miedo a vivir (SFDK Records, 2014)
- Redención (SFDK Records, 2018)
- Inkebrantable (SFDK Records, 2023)

Maquetas
- Outta Kranny (1993)
- Tras mil vueltas (1995)
- Esto va en serio (1996)
- Tesoros y Caras B (2010)

Maxis
- Llámalo como lo quieras (Zeroporsiento, 1997)
- Después de... (SFDK Records, 2004) (Maxi de Oro por sus más de 10 000 copias vendidas)
- Original Rap University (SFDK Records, 2006) (Maxi de Oro por sus más de 10 000 copias vendidas)
- Cardioempatía (SFDK Records, 2022)
- El Laberinto de Cardamomo (SFDK Records, 2024)

Recopilaciones
- Merry Christmas (SFDK Records, 2007) (No solo de SFDK, sino de todos los integrantes de SFDK Records)

Mixtapes
- Tesoros y Caras B (SFDK Records, 2010).[61]

DVD
- Blackbook (SFDK Records 2008) (DVD Y LP)
- Siempre fuertes 2 - La Gira en Sucio (SFDK Records 2011) (DVD Y LP)

## Reconocimientos

### Mural y Medalla
El 9 de octubre de 2021 actuaron en la Plaza de España de Sevilla, espectáculo gon el que quisieron agradecer el reconocimiento que su ciudad les brindó en un año marcado por la pandemia. En diciembre de 2021, recibieron la Medalla de la Ciudad de Sevilla, que les fue otorgada en 2020.

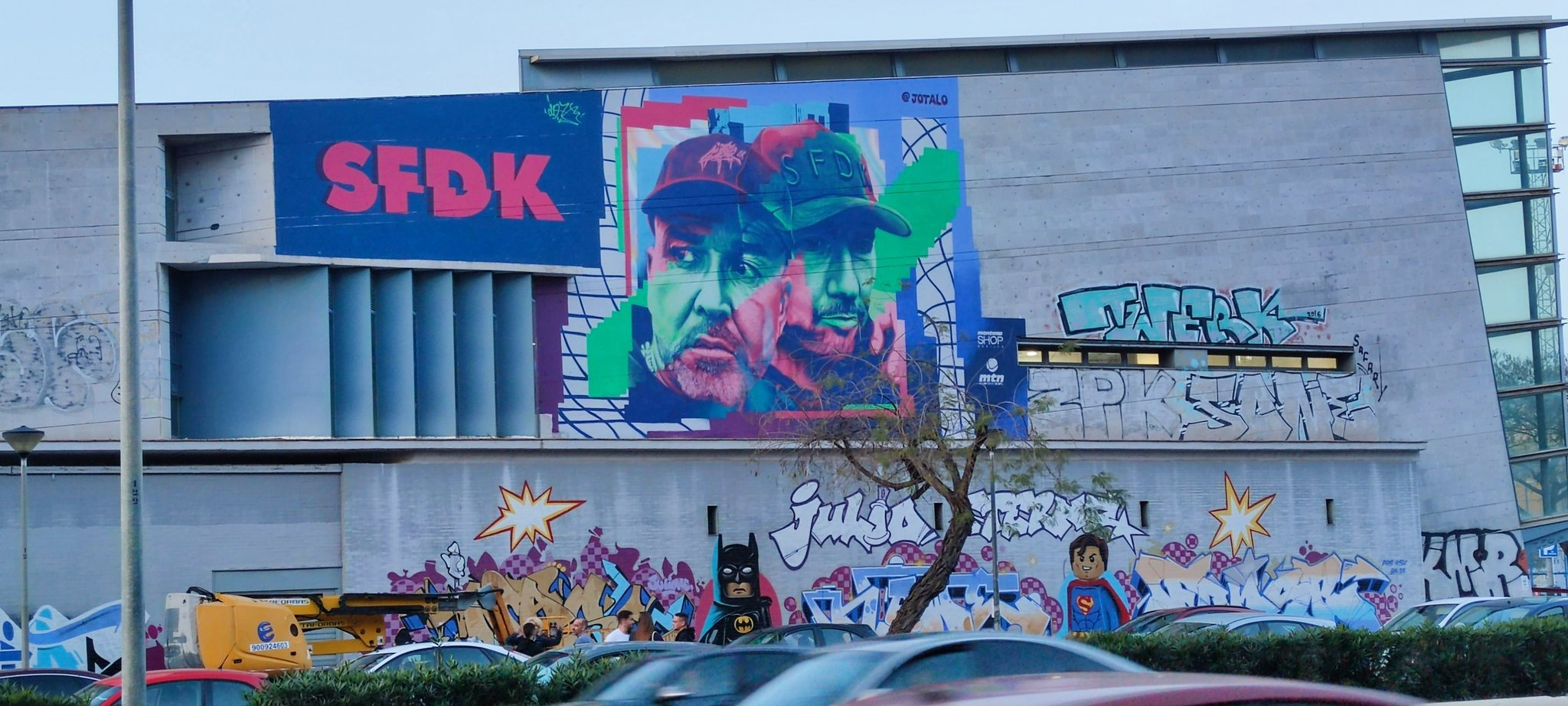
Mural dedicado a SFDK situado en Pino Montano

El 19 de marzo de 2023, el artista Jota López realizó en el barrio de sevillano de Pino Montano, de donde son originarios los miembros del grupo; un mural del disco Inkebrantable.
En 2024, en conmemoración de su 30º aniversario, el Ayuntamiento de Sevilla entregó al grupo los reconocimientos del Giraldillo y la bandera de la ciudad, destacando su contribución a la cultura local y su influencia en la música urbana.

### Influencia
SFDK es uno de los grupos de rap más influyentes en la industria española. Artistas como Beret, Lola Índigo, Residente, Trueno, Xokas, Ibai, Quevedo, Borja Iglesias, Fernando Costa, Natos y Waor, y otras personas han hablado del grupo como inspiración o simplemente que se criaron escuchando sus canciones.

«La única vez que alguien me ayudó con la letra de una canción fue con un rapero de España que admiro un montón, fue Zatu de SFDK»
Residente en Nude Project Podcast

«La primera canción de rap que yo escuché, a los 12 años fue de un grupo de mi barrio, Pino Montano, que se llama SFDK. Casualidades del destino han hecho que pueda hacer una colaboración con ellos.»
Beret en una entrevista en Dial tal Cual (2019)

Fueron colocados en el puesto número veintidós en la lista de los «50 grandes raperos en la historia del rap en español», publicada por la revista estadounidense Rolling Stone.

### Premios y nominaciones
MTV Europe Music Awards
| Año  | Categoría             | Trabajo      | Resultado | Ref.   |
| ---- | --------------------- | ------------ | --------- | ------ |
| 2010 | Mejor Artista Español | Ellos mismos | Nominado  | [ 72 ] |

Premios de la Música
| Año  | Categoría              | Trabajo           | Resultado | Ref.   |
| ---- | ---------------------- | ----------------- | --------- | ------ |
| 2006 | Mejor Álbum de Hip Hop | 2005              | Nominado  | [ 73 ] |
| 2008 | Mejor Álbum de rap     | Los veteranos     | Nominado  | [ 74 ] |
| 2010 | Mejor Álbum de rap     | Siempre Fuertes 2 | Ganador   | [ 75 ] |

Academia de la Música de España
| Año  | Categoría                                  | Trabajo       | Resultado | Ref.   |
| ---- | ------------------------------------------ | ------------- | --------- | ------ |
| 2024 | Mejor Canción Fusión/Interpretación Urbana | Sin-Ceros     | Nominado  | [ 76 ] |
| 2024 | Mejor Álbum de Música Urbana               | Inkebrantable | Nominado  | [ 76 ] |
| 2024 | Mejor Canción de Rap/Hip Hop               | Sin-Ceros     | Nominado  | [ 76 ] |

Premios MIN
| Año  | Categoría                                     | Trabajo             | Resultado | Ref.   |
| ---- | --------------------------------------------- | ------------------- | --------- | ------ |
| 2010 | Mejor álbum de hip hop                        | Siempre Fuertes 2   | Ganador   | [ 77 ] |
| 2015 | Mejor álbum de rap, hip hop y músicas urbanas | Todo lo que importa | Ganador   | [ 78 ] |
| 2019 | Mejor álbum de hip hop y músicas urbanas      | Redención           | Ganador   | [ 79 ] |
| 2023 | Mejor Grabación de músicas urbanas            | Cardioempatía       | Nominado  | [ 80 ] |

Impala Awards
| Año  | Categoría              | Trabajo        | Resultado | Ref.   |
| ---- | ---------------------- | -------------- | --------- | ------ |
| 2005 | Mejor álbum de hip hop | SFDK y Doble V | Ganador   | [ 81 ] |

## Certificaciones
| País                | Título                                    | Premio     | Tipo      | Ref.   |
| ------------------- | ----------------------------------------- | ---------- | --------- | ------ |
| España (PROMUSICAE) | Lucifer                                   | 1× Oro     | Canción   | [ 82 ] |
| España (PROMUSICAE) | Orgullo Banderillero                      | 1× Oro     | Canción   | [ 82 ] |
| España (PROMUSICAE) | Un Pobre con Dinero                       | 1× Oro     | Canción   | [ 82 ] |
| España (PROMUSICAE) | Ringui Dingui (con Kase.O)                | 1× Platino | Canción   | [ 83 ] |
| España (PROMUSICAE) | Blondapetit (con Fyahbwoy y Gordo Master) | 1× Oro     | Canción   | [ 84 ] |
| España (PROMUSICAE) | Cara B (con Beret)                        | 1× Platino | Canción   | [ 85 ] |
| España (PROMUSICAE) | Agua Pasá (con Kaze)                      | 1× Platino | Canción   | [ 86 ] |
| España (PROMUSICAE) | Sin-Ceros (con Natos y Waor)              | 1× Oro     | Canción   | [ 87 ] |
| España (PROMUSICAE) | 2005                                      | 1× Oro     | Álbum/DVD | [ 88 ] |
| España (PROMUSICAE) | Original Rap                              | 1× Oro     | Álbum/DVD | [ 89 ] |
| España (PROMUSICAE) | Inkebrantable                             | 1× Oro     | Álbum/DVD | [ 90 ] |
| España (PROMUSICAE) | Los Veteranos                             | 1× Oro     | Álbum/DVD |        |

## Colaboraciones
- Ose Pese A Quien Le Pese yOSEeguiré Fuerte (1998)
- La Gota que Colma Algo para escuchar (Mordiendo el micro, 1998)
- Pacool 69 Studio: El Plan Perfecto (2000)
- Panzers Disfruten del Show (2000)
- Nach & Nerviozzo La Patrulla Estilo (2000)
- Frank-T 90 Kg (2001)
- Tote King Big King XXL (2001)
- Dogma Crew Ya Están Aquí (2001)
- Zonah Tiempo De Perros (2003)
- Jefe de la M Vinieóron a retarme" (Entra El Dragón, 2003)
- De Lo Simple Conexn Guadalajara-Sevilla (con Puto Largo) (2003)
- Gipsy Rhythm SFDK Mix (2004)
- Acción Sánchez Terror en la Ciudad Vol. 1 (Exclusivo, 2004)
- Meko Paco Rap (Zona De Guerra, 2004)
- R de Rumba Sábado noche (R De Rumba, 2004)
- Acción Sánchez Creador Series Vol. 1 (Por lo que pueda Pasar, 2004)
- Hijo Pródigo El Demonio Se Escon Detrás De Una Persona Buena (2004)
- 995 Kompetición  (2004)
- Juaninacka Caleidoscopio (2004)
- Shotta ke pintas tú akí (La Selva, 2004)
- H Mafia Moraleja (Sevillan History H, 2005)
- Jesuly Tratos (De Oro, 2006)
- Magisterio La Buena Llegada (con Nedman Guerrero) (Cuadrivium Era Deuda, 2006)
- H Mafia El Amor (Barrabás, 2008)
- All Day Green Anticopy (Anticopy, 2008)
- El Límite Sofoco (Vida en Crisis, 2008)
- Aisho Dame1minuto (Dame1minuto, 2008)
- DJ Down Trabajos Manuales 2 - Recorta, Pega Y Colorea (Zatu Freestyle, 2009)
- DM Sound Barbass Players (Phantom Remix, 2009)
- The Louk Caso Omiso, El poder de la voz (2009)
- Demo Mc 20 Veinte (Limpio Y Fresco, 2009)
- Unomasuno R.A.P. (¿Quién si no?, 2009)
- Barbass Sound Tu tienes miedo" (Barbass Players- La mixtape, 2009)
- Aisho  Dame1minuto Vol.2  (Condenados, 2010)
- Raimundo Amador  Yo Huto  (Medio hombre Medio guitarra, 2010)
- Prome Enchufa esta mierda (Ponte a huevo, 2010)
- Triple XXX El sound del Sur (4 Life, 2010)
- Juan Profundo El Dinero Fácil (A lo Perruno, 2010)
- Ose Yo se qué (Exit Us, 2011)
- El Límite Hablo Alcohol, Bebo Hip-Hop (Hablo Alcohol, Bebo Hip-Hop, 2011)
- One Shot Mastica (Tema Inédito, 2011)
- Nueva Era Ernesto El Fresco (El Génesis, 2011)
- El Chojin Rap vs Racismo (El ataque de los que observan, 2011)
- El Piezas Reverse (Mal Ejemplo, 2011)
- Shabu One Shant Medicina (La Cura, 2011)
- Juan Profundo Suena Jazz
- Quilate Haz Lo Tuyo (Estamos en el Aire, 2011)
- Trafik & Jompy Fondo De Armario (El Club De Los Tristes, 2012)
- Barbass Sound Ellos va a ver (Con Kafu Banton) (Barbass Players- La mixtape, 2011)
- Legendario Welcome to Guadalajara (con Little) (Visita a Guadalajara, 2012)
- Víctor Rutty Remember (2012)
- Dúo Kie Las de perder (Con Swan Fyahbwoy) (Inferno, 2013)
- Green Valley Cantando bajo la vida (Sin miedo a vivir, 2014)
- Jefe de la M Va como va (Tema Inédito, Sin miedo a vivir 2014)
- Little Pepe - Bajo el Mismo Sol Feat (2015)
- Fyahbwoy - Todo Lo Que Importa (2015)
- Xhelazz Machaca (Gibran, 2016)
- O'Fink'illo A shuparla ya (2018)
- Green Valley Nunca pararé (2019)[91]
- El Canijo de Jerez, Morodo Juanito Manoverde (2020)
- Kase.O Ringui dingui (2021)
- ZOO Zoo - Sereno ft. SFDK (2021)
- Rapsusklei Esta To Guapo (2022)
- Kase.O Señores en el brunch (2023)
- Natos y Waor Sin-Ceros (2023)
- Sara Socas Siente (2024)
- Green Valley Olor a Café (2024)
- Residente Yo No Sé Pero Sé (2024)
- Reincidentes Volver (2024)
- Chambao La Piel (2024)